# Saint-Laurent-d’Andenay
Saint-Laurent-d’Andenay – miejscowość i gmina we Francji, w regionie Burgundia-Franche-Comté, w departamencie Saona i Loara.
Według danych na rok 1990 gminę zamieszkiwało 950 osób, a gęstość zaludnienia wynosiła 83 osoby/km² (wśród 2044 gmin Burgundii Saint-Laurent-d’Andenay plasuje się na 245. miejscu pod względem liczby ludności, natomiast pod względem powierzchni na miejscu 832.).